# IC 4578
IC 4578 је спирална галаксија у сазвјежђу Рајска птица која се налази на листи објеката дубоког неба у Индекс каталогу.
Деклинација објекта је - 74° 49' 32" а ректасцензија 15h 53m 11,6s. Привидна величина (магнитуда) објекта IC 4578 износи 12,9 а фотографска магнитуда 13,7. IC 4578 је још познат и под ознакама ESO 42-13, AM 1547-744, IRAS 15471-7440, PGC 56305.